# Arthur Gomes Lourenço
Arthur Gomes Lourenço (Uberlândia, 3 luglio 1998) è un calciatore brasiliano, attaccante della Dinamo Mosca.

## Caratteristiche tecniche
È un'ala mancina.

## Carriera
Cresciuto nelle giovanili del Santos, ha esordito il 6 novembre 2016 in occasione del match vinto 2-1 contro il Ponte Preta.
Il 7 settembre 2024 diventa un nuovo giocatore della Dinamo Mosca.

## Statistiche

### Presenze e reti nei club
Statistiche aggiornate al 16 marzo 2023.
| Stagione             | Squadra              | Campionato           | Campionato | Campionato | Coppe nazionali | Coppe nazionali | Coppe nazionali | Coppe continentali | Coppe continentali | Coppe continentali | Altre coppe | Altre coppe | Altre coppe | Totale | Totale | Totale |
| Stagione             | Squadra              | Comp                 | Pres       | Reti       | Comp            | Pres            | Reti            | Comp               | Pres               | Reti               | Comp        | Pres        | Reti        | Pres   | Reti   |        |
| -------------------- | -------------------- | -------------------- | ---------- | ---------- | --------------- | --------------- | --------------- | ------------------ | ------------------ | ------------------ | ----------- | ----------- | ----------- | ------ | ------ | ------ |
| 2016                 | Santos               | A1/SP+A              | 0+2        | 0          | CB              | 0               | 0               |                    | -                  | -                  |             | -           | -           | 2      | 0      |        |
| 2017                 | Santos               | A1/SP+A              | 5+11       | 1+2        | CB              | 1               | 0               | CL                 | 0                  | 0                  |             | -           | -           | 17     | 3      |        |
| 2018                 | Santos               | A1/SP+A              | 16+13      | 3+0        | CB              | 3               | 0               | CL                 | 5                  | 1                  |             | -           | -           | 37     | 4      |        |
| 2019                 | Santos               | A1/SP+A              | 3+0        | 0          | CB              | 0               | 0               |                    | -                  | -                  |             | -           | -           | 3      | 0      |        |
| 2019                 | Chapecoense          | A                    | 30         | 4          | CB              | 0               | 0               |                    | -                  | -                  |             | -           | -           | 30     | 4      |        |
| 2020                 | Santos               | A1/SP+A              | 10+22      | 2+2        | CB              | 1               | 0               | CL                 | 3                  | 0                  |             | -           | -           | 36     | 4      |        |
| 2021                 | Santos               | A1/SP                | 2          | 0          | CB              | 0               | 0               |                    | -                  | -                  |             | -           | -           | 2      | 0      |        |
| Totale Santos        | Totale Santos        | Totale Santos        | 36+48      | 6+4        |                 | 5               | 0               |                    | 8                  | 1                  |             | -           | -           | 97     | 11     |        |
| 2021                 | Atl. Goianiense      | PD/GO+A              | 9+12       | 3+1        | CB              | 4               | 0               | CS                 | 3                  | 0                  |             | -           | -           | 28     | 4      |        |
| 2021-2022            | Estoril Praia        | PL                   | 28         | 2          | CP+CdL          | 1+0             | 0+0             |                    | -                  | -                  |             | -           | -           | 29     | 2      |        |
| set. 2022            | Estoril Praia        | PL                   | 4          | 1          | CP+CdL          | -               | -               |                    | -                  | -                  |             | -           | -           | 4      | 1      |        |
| Totale Estoril Praia | Totale Estoril Praia | Totale Estoril Praia | 32         | 3          |                 | 1               | 0               |                    | 0                  | 0                  |             | -           | -           | 33     | 3      |        |
| 2022-2023            | Sporting Lisbona     | PL                   | 24         | 1          | CP+CdL          | 0+6             | 0+1             | UCL+UEL            | 3+5                | 2+0                |             | -           | -           | 38     | 4      |        |
| 2023                 | Cruzeiro             | A                    | 20         | 3          | CB              | 0               | 0               |                    | -                  | -                  |             | -           | -           | 20     | 3      |        |
| 2024                 | Cruzeiro             | M1/MG+A              | 12+21      | 2+2        | CB              | 0               | 0               | CS                 | 5                  | 1                  |             | -           | -           | 38     | 5      |        |
| Totale Cruzeiro      | Totale Cruzeiro      | Totale Cruzeiro      | 12+41      | 2+5        |                 | 0               | 0               |                    | 5                  | 1                  |             | -           | -           | 58     | 8      |        |
| 2024-2025            | Dinamo Mosca         | PL                   | 14         | 3          | KR              | 5               | 1               |                    | -                  | -                  |             | -           | -           | 19     | 4      |        |
| Totale carriera      | Totale carriera      | Totale carriera      | 258        | 32         |                 | 21              | 2               |                    | 24                 | 4                  |             | -           | -           | 303    | 38     |        |